# Теннис на летней Универсиаде 2021
Теннис на летней Универсиаде 2021 — соревнования по теннису в рамках летней Универсиады 2021 года прошли с 28 июля по 8 августа 2023 годав китайском городе Чэнду, на территории теннисного центра. Были разыграны 7 комплектов наград.

## История
Турнир по теннису на Универсиадах постоянно входят в соревновательную программу. Этот вид программы является обязательным для летних Универсиад.
Первые золотые медали в теннисе были вручены ещё в Турине в 1959 году.
На прошлой Универсиаде в Неаполе безоговорочную победу одержали азиатские спортсмены.
Программа настоящих игр по сравнению с предыдущими не изменилась.

## Правила участия
Теннисные соревнования будут организованы в соответствии с последними техническими правилами Международной федерации тенниса (ITF).
Соревновательная программа определена следующим образом,
1. Командный турнир:
- Мужской командный турнир
- Женский командный турнир

2. Индивидуальный турнир:
- Мужские соревнования: одиночное и парное
- Женские соревнования: одиночное и парное
- Микст

Каждая страна имеет право заявить максимум двух женщин и двоих мужчин.
Зачёт в командных соревнованиях будет произведён по результатам выступлений в одиночных, парных и смешанных состязаниях.
Одиночные матчи будут сыграны из трех (3) сетов. Тай-брейк будет использоваться во всех сетах. Парные матчи будут сыграны также из трех (3) сетов.
В соответствии с Положением FISU, теннисисты должны соответствовать следующим требованиям для участия во Всемирной универсиаде (статья 5.2.1):
- До соревнований допускаются студенты обучающиеся в настоящее время в высших учебных заведениях, либо окончившие ВУЗ не более года назад.
- Все спортсмены должны быть гражданами страны, которую они представляют.
- Участники должны быть старше 17-ти лет, но младше 28-ми лет на 1 января 2023 года (то есть допускаются только спортсмены родившиеся между 1 января 1995 года и 31 декабря 2005 года).

## Медалисты

### Одиночные турниры
| Категория             | Золото                            | Серебро                | Бронза                      |
| Мужчины см. подробнее | Генри фон дер Шуленбург Швейцария | Касидит Самрей Таиланд | Сергей Фомин Узбекистан     |
| Мужчины см. подробнее | Генри фон дер Шуленбург Швейцария | Касидит Самрей Таиланд | Янг Юн-Сок Республика Корея |
| Женщины см. подробнее | Го Ханьюй Китай                   | Ян Я-И Тайвань         | Лян Эньшуо Тайвань          |
| Женщины см. подробнее | Го Ханьюй Китай                   | Ян Я-И Тайвань         | Алис Робб Франция           |

### Парные турниры
| Категория             | Золото                          | Серебро                          | Бронза                                         |
| Мужчины см. подробнее | Тайвань Сю Ю Сиу Хуанг Цунг-Хао | Чехия Ян Йермар Виктор Скленка   | Япония Синдзи Хазава Рйотаро Тагучи            |
| Мужчины см. подробнее | Тайвань Сю Ю Сиу Хуанг Цунг-Хао | Чехия Ян Йермар Виктор Скленка   | Швейцария Йонас Шаер Джеффри фон дер Шуленбург |
| Женщины см. подробнее | Тайвань У Фансянь Лян Эньшуо    | Китай Го Ханьюй Цзян Синьюй      | Япония Мисаки Мацуда Икуми Ямадзаки            |
| Женщины см. подробнее | Тайвань У Фансянь Лян Эньшуо    | Китай Го Ханьюй Цзян Синьюй      | США Кимберли Хэнс Элиз Уейгл                   |
| Микст см. подробнее   | Тайвань Сю Ю Сиу У Фансянь      | Китай Цзинь Юйцюань Тан Цяньхуэй | Япония Томоя Фудзивара Лиза-Мария Риу          |
| Микст см. подробнее   | Тайвань Сю Ю Сиу У Фансянь      | Китай Цзинь Юйцюань Тан Цяньхуэй | Гонконг Коулмен Вонг Коди Вон                  |

### Командные турниры
| Категория             | Золото                                            | Серебро                                                                | Бронза                                                             |
| Мужчины см. подробнее | Тайвань Рэй Хо Сю Ю Сиу Хуанг Цунг-Хао Ло Чен Сун | Швейцария Йонас Шаер Генри фон дер Шуленбург Джеффри фон дер Шуленбург | Япония Томоя Фудзивара Синдзи Хазава Хикару Шираиши Рйотаро Тагучи |
| Женщины см. подробнее | Тайвань Лян Эньшуо Цао Чиа И У Фансянь Ян Я-И     | Китай Го Ханьюй Цзян Синьюй Тан Цяньхуэй Чжэн Ушуан                    | Япония Мисаки Мацуда Анри Нагата Лиза-Мария Риу Икуми Ямадзаки     |

## Медальный зачёт в теннисе
*   Принимающая страна (Китай)
| Место           | Страна               | Золото | Серебро | Бронза | Всего |
| --------------- | -------------------- | ------ | ------- | ------ | ----- |
| 1               | Китайская Республика | 5      | 1       | 1      | 7     |
| 2               | Китай*               | 1      | 3       | 0      | 4     |
| 3               | Швейцария            | 1      | 1       | 1      | 3     |
| 4               | Таиланд              | 0      | 1       | 0      | 1     |
| 4               | Чехия                | 0      | 1       | 0      | 1     |
| 6               | Япония               | 0      | 0       | 5      | 5     |
| 7               | Гонконг              | 0      | 0       | 1      | 1     |
| 7               | Республика Корея     | 0      | 0       | 1      | 1     |
| 7               | США                  | 0      | 0       | 1      | 1     |
| 7               | Узбекистан           | 0      | 0       | 1      | 1     |
| 7               | Франция              | 0      | 0       | 1      | 1     |
| Всего стран: 11 | Всего стран: 11      | 7      | 7       | 12     | 26    |